# Moriloma
Moriloma é um gênero de traça pertencente à família Agonoxenidae.